# Comté de Marshall (Kansas)
Pour les articles homonymes, voir Comté de Marshall.
Le comté de Marshall est l’un des 105 comtés de l’État du Kansas, aux États-Unis. Fondé le 25 août 1855, il a été nommé en hommage au général Frank J. Marshall.
Siège et plus grande ville : Marysville.

## Géolocalisation
| Comté de Gage (Nebraska) |                       | Comté de Pawnee |
| Comté de Washington      | Comté de Marshall     | Comté de Nemaha |
| Comté de Riley           | Comté de Pottawatomie |                 |